# دكان

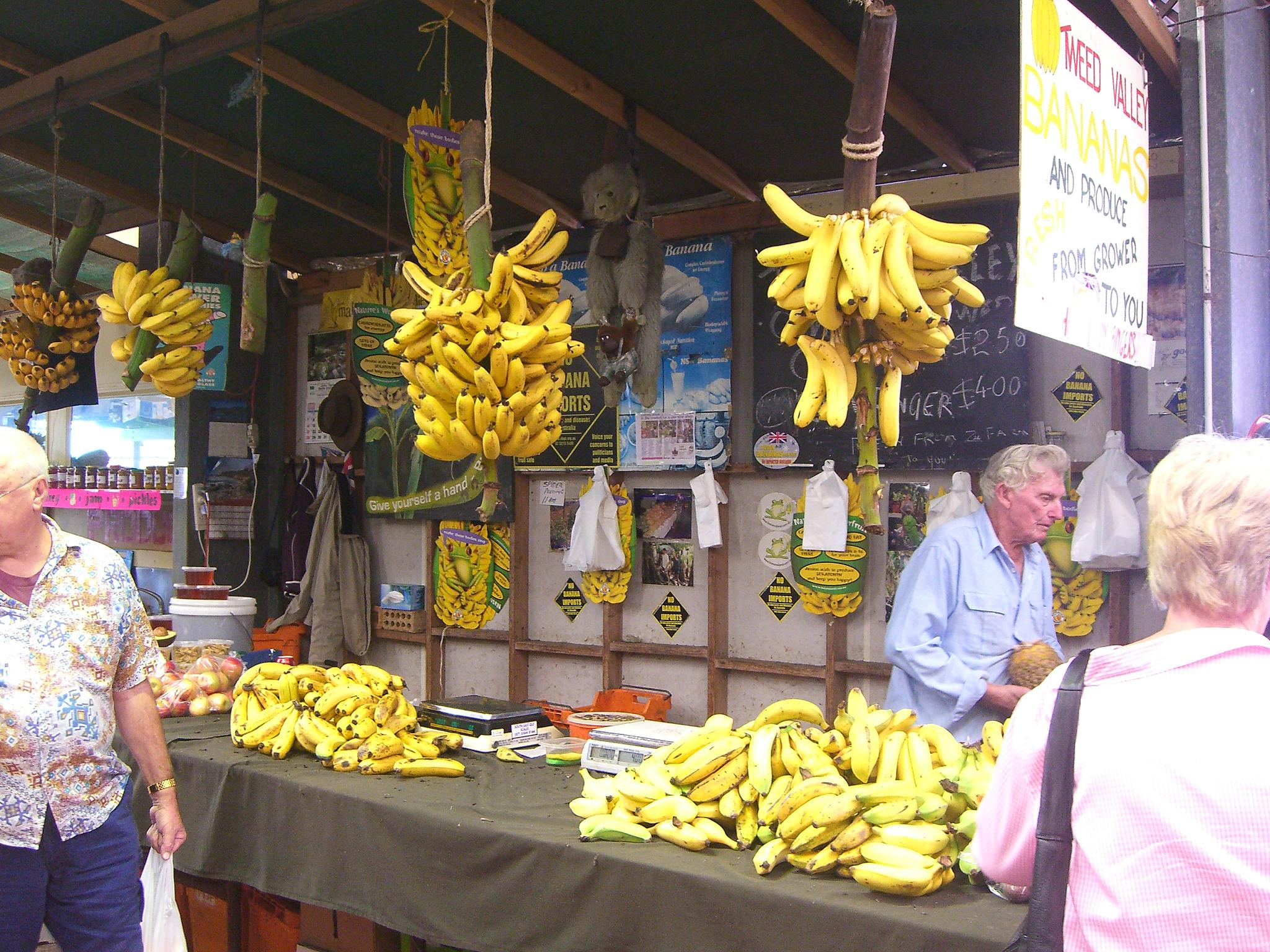
دكان لبيع الموز

الدُّكَّان (الجمع:  دكاكين) (في لهجة المشرق العربي) أو يسمى الحانوت (في المغرب العربي) وهو محل للبيع بالتجزئة يتواجد بالغالب داخل الأحياء السكنية أو متجر صغير يبنى عادة من الخشب أو المواد البسيطة، ويقام في مبنى أو محلات في السوق أو في خارج المبنى في الهواء الطلق على قارعة الطريق.

## التأثيل
أصل كلمة فارسي من (بالفارسية: دُكان) والتي تعني حانوت.